# Sparrmannia similis
Sparrmannia similis är en skalbaggsart som beskrevs av Gilbert John Arrow 1917. Sparrmannia similis ingår i släktet Sparrmannia och familjen Melolonthidae. Inga underarter finns listade i Catalogue of Life.